# Caffrogobius agulhensis
Caffrogobius agulhensis är en fiskart som först beskrevs av Barnard 1927.  Caffrogobius agulhensis ingår i släktet Caffrogobius och familjen smörbultsfiskar. Inga underarter finns listade.